# Erstaviksbadet

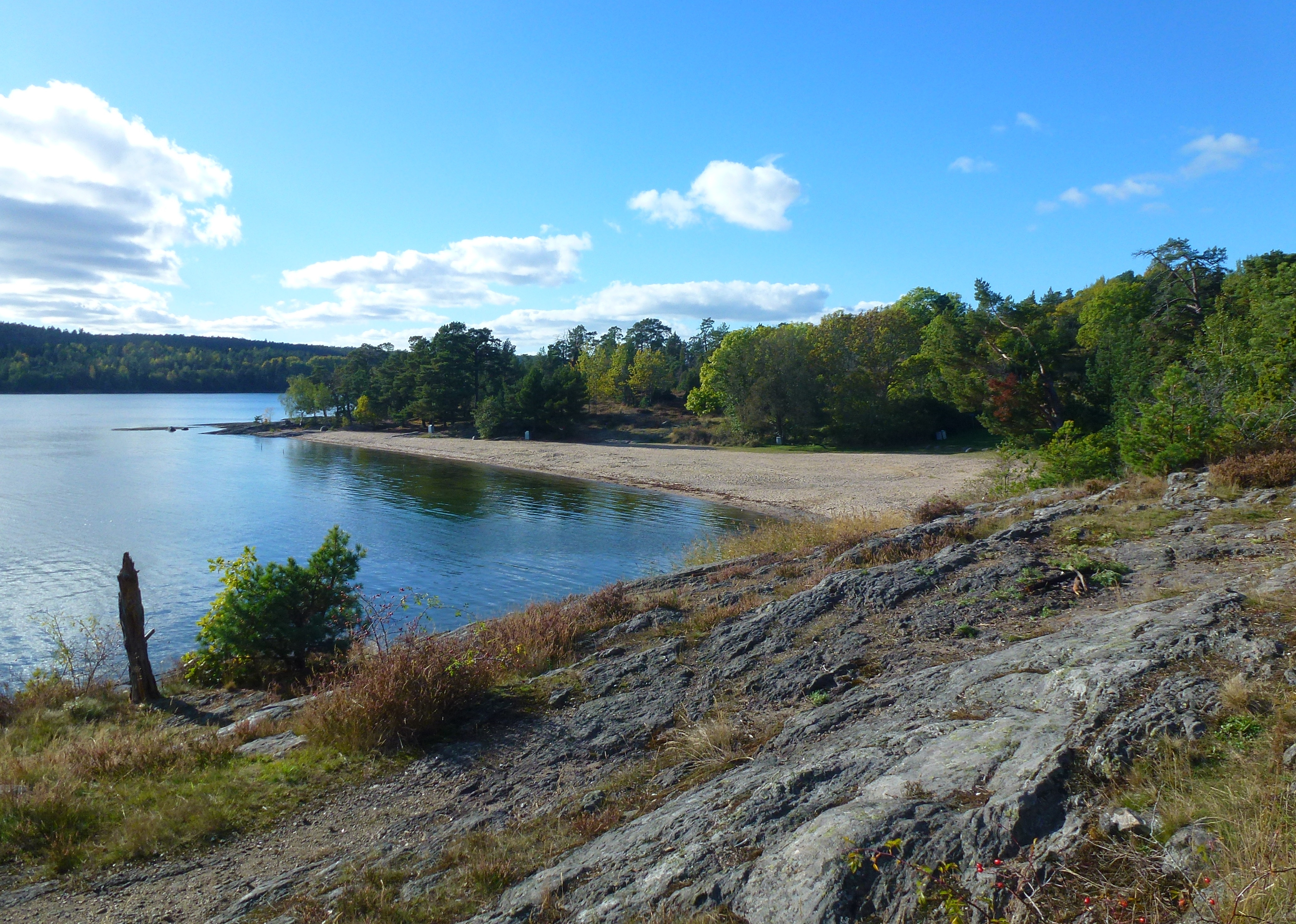
Erstaviksbadet.

Erstaviksbadet är en badplats vid Erstaviken i Nacka kommun. Den liggar 2 km öster om Erstaviks herrgård och 3 km väster om Solsidan. En hållplats på Saltsjöbanan har samma namn och ligger cirka 1,2 kilometer fågelvägen från badplatsen.

## Badet
Badet består av en cirka 120 meter lång sandstrand nedanför en grässlänt med klippformationer på båda sidor. Ovanför ligger ett mindre café och bredvid finns en båtklubb. Badet är populärt både bland dem som kommer från öster och Tattby naturreservat och för dem som kommer från väster via Nackareservatet. Erstaviksbadet ägs av Erstavik och sköts av Nacka kommun.

## Järnvägsstationen
En hållplats med samma namn på Saltsjöbanans grenbana Igelboda-Solsidan öppnades ca 1945. Från hållplatsen är det dock i själva verket ganska långt till badplatsen. 